# Circondario federale del Caucaso Settentrionale
Il circondario federale del Caucaso Settentrionale (in russo Северо-Кавказский федеральный округ?, Severo-Kavkazskij federal'nyj okrug) è uno degli otto circondari federali della Russia.

## Geografia
Si trova nella regione geografica della Ciscaucasia.

## Storia
Il circondario è stato istituito il 19 gennaio 2010 scorporando il suo territorio dal circondario federale meridionale.

## Suddivisione
| La mappa è numerata secondo l'ordine alfabetico cirillico. |          |                                                                   |                           |
| #                                                          | Bandiera | Soggetto federale                                                 | Capitale                  |
| 1                                                          |          | Daghestan (Республика Дагестан)                                   | Machačkala (Махачкала)    |
| 2                                                          |          | Inguscezia (Республика Ингушетия)                                 | Magas (Магас)             |
| 3                                                          |          | Cabardino-Balcaria (Кабардино-Балкарская Республика)              | Nal'čik (Нальчик)         |
| 4                                                          |          | Karačaj-Circassia (Карачаево-Черкесская Pеспублика)               | Čerkessk (Черкесск)       |
| 5                                                          |          | Ossezia Settentrionale-Alania (Республика Северная Осетия–Алания) | Vladikavkaz (Владикавказ) |
| 6                                                          |          | Territorio di Stavropol' (Ставропольский край)                    | Stavropol' (Ставрополь)   |
| 7                                                          |          | Cecenia (Чеченская Республика)                                    | Groznyj (Грозный)         |

## Città principali
- Mahačkala (587.876)
- Stavropol' (429.571)
- Vladikavkaz (307.478)
- Groznyj (287.410) (480.000 nel 1992)
- Nal'čik (239.040)